# Suberea laboutei
Suberea laboutei är en svampdjursart som beskrevs av Patricia R. Bergquist 1995. Suberea laboutei ingår i släktet Suberea och familjen Aplysinellidae.
Artens utbredningsområde är Nya Kaledonien. Inga underarter finns listade i Catalogue of Life.